# 大村駅 (長崎県)
大村駅（おおむらえき）は、長崎県大村市東本町にある、九州旅客鉄道（JR九州）大村線の駅である。全ての定期旅客列車が停車する。

## 歴史
- 1898年（明治31年）

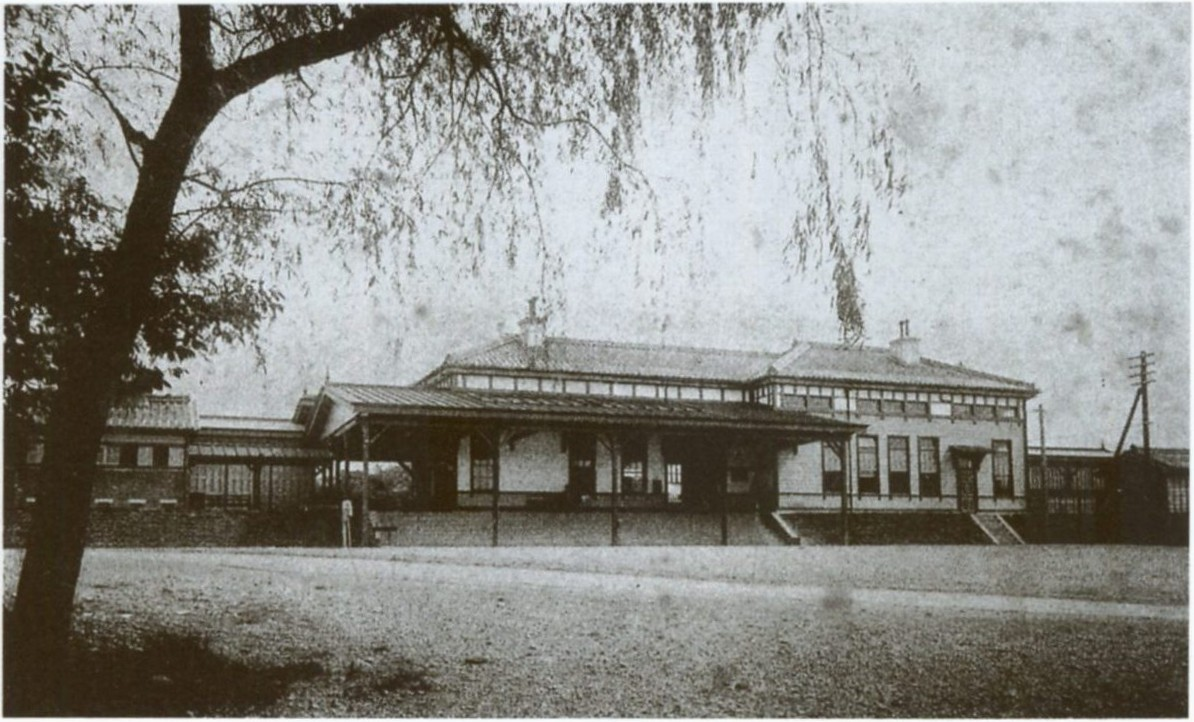
2代目駅舎の原型（撮影年不明）

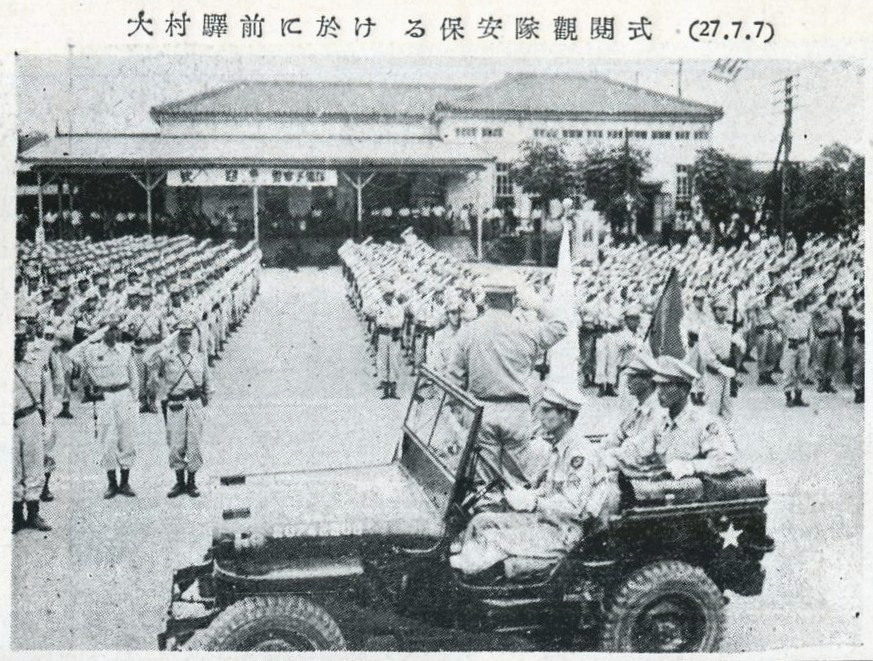
大村駅前における警察予備隊観閲式（1952年7月7日）

  - 1月20日：九州鉄道長崎線早岐駅 - 当駅間が開通し、終着駅として開設[1]。
  - 11月27日：九州鉄道長崎線当駅 - 諫早駅 - 長与駅間が開通し、途中駅となる。
- 1907年（明治40年）7月1日：九州鉄道国有化に伴い、帝国鉄道庁の駅となる[1]。
- 1909年（明治42年）10月12日：国有鉄道線路名称制定に伴い、鳥栖駅 - 早岐駅 - 長崎駅間が長崎本線に改称。
- 1918年（大正7年）8月：シロアリ被害のため、現駅舎に改築[3]。
- 1934年（昭和9年）12月1日：線路名称変更に伴い、長崎本線 早岐駅 - 大村駅 - 諫早駅間が大村線に改称。
- 1949年（昭和24年）
  - 5月25日：昭和天皇の戦後巡幸があり、駅前で奉迎が行われる。昭和天皇が当駅からお召し列車に乗車[4]。
  - 6月1日：日本国有鉄道法に伴い、日本国有鉄道（国鉄）に継承。
- 1971年（昭和46年）10月20日：貨物取扱廃止[1]。
- 1984年（昭和59年）2月1日：荷物扱い廃止[1]。
- 1987年（昭和62年）4月1日：国鉄分割民営化に伴い、九州旅客鉄道（JR九州）に継承[1]。
- 2012年（平成24年）12月1日：ICカード「SUGOCA」の利用を開始[5]。
- 2025年（令和7年）3月31日：みどりの窓口を廃止[6]。

## 駅構造

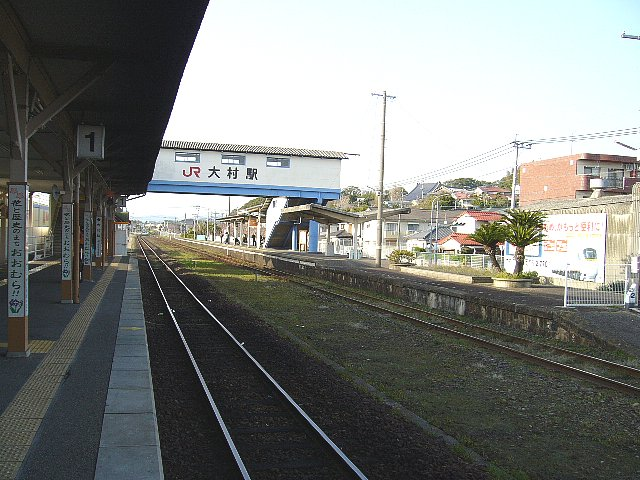
駅構内（1番線から）

相対式ホーム2面2線を有する地上駅。かつて長崎本線の一部であった名残で、上下線共に有効長が非常に長い。互いのホームは跨線橋で連絡している。木造駅舎を有する。
JR九州サービスサポートが駅業務を受託する業務委託駅。2012年12月よりICカード「SUGOCA」の利用が開始された。
2010年（平成22年）3月14日にFMおおむら（コミュニティFM）が開局した。

### のりば
| のりば | 路線    | 方向 | 行先             |
| ------ | ------- | ---- | ---------------- |
| 1      | ■大村線 | 上り | 早岐・佐世保方面 |
| 2      | ■大村線 | 下り | 諫早・長崎方面   |

## 利用状況
2020年（令和2年）度の1日平均乗車人員は1,920人である。
近年の1日平均乗車人員は以下の通り。
| 年度   | 1日平均 乗車人員 |
| ------ | ---------------- |
| 2000年 | 2,416            |
| 2001年 | 2,366            |
| 2002年 | 2,236            |
| 2003年 | 2,285            |
| 2004年 | 2,267            |
| 2005年 | 2,348            |
| 2006年 | 2,385            |
| 2007年 | 2,466            |
| 2008年 | 2,453            |
| 2009年 | 2,397            |
| 2010年 | 2,435            |
| 2011年 | 2,474            |
| 2012年 | 2,523            |
| 2013年 | 2,628            |
| 2014年 | 2,564            |
| 2015年 | 2,540            |
| 2016年 | 2,473            |
| 2017年 | 2,530            |
| 2018年 | 2,379            |
| 2019年 | 2,356            |
| 2020年 | 1,920            |

## 駅周辺
大村市役所・大村公園・長崎県立大村高等学校・長崎県立大村城南高等学校等は当駅より南へ2 km弱の位置にある。
- 長崎県交通局大村バスターミナル
- 大村駅前郵便局
- イオン大村店
- シーハットおおむら
- 大村市役所
- 大村市民会館
- ミライon図書館
- 長崎空港 - 当駅よりバスに乗り換え。
- 大村競艇場 - 当駅よりシャトルバス運行。
- まるたか生鮮市場三城店
- マルキョウ 大村松並店
- エレナ大村中央店
- 向陽高等学校

## バス路線

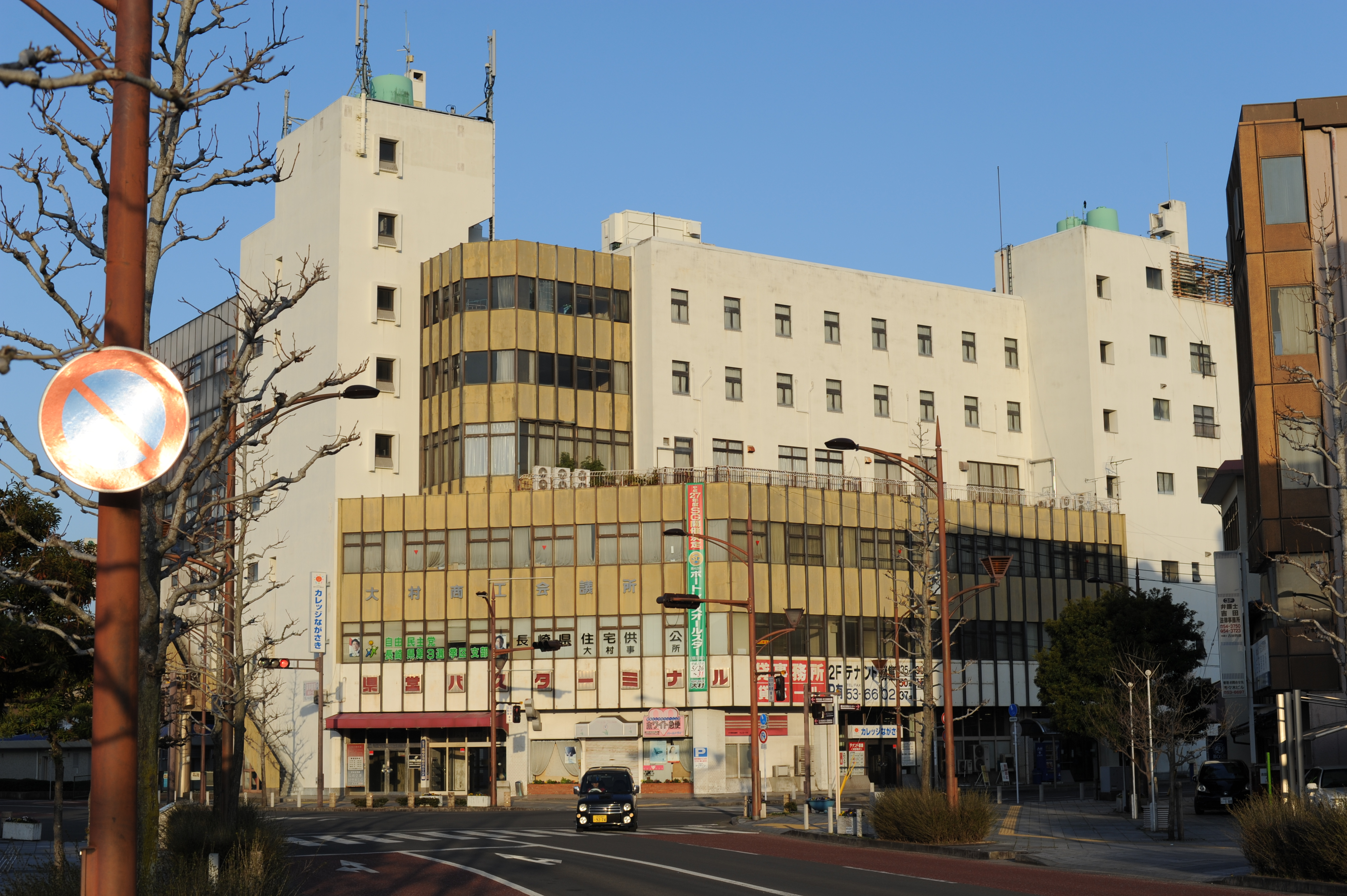
大村バスターミナル（2015年）

- 長崎県交通局が長崎空港や諫早駅前などへ向かうバスを運行している。最寄りバス停は大村駅前または大村ターミナル。

## 隣の駅
九州旅客鉄道（JR九州）
■大村線
■快速「シーサイドライナー」・■区間快速「シーサイドライナー」
新大村駅 - 大村駅 - 諫早駅
■普通
諏訪駅 - 大村駅 - 岩松駅